# Igaliku Kujalleq
Igaliku Kujalleq (danese Søndre Igaliku) è un villaggio della Groenlandia di 2 abitanti (gennaio 2005). Si trova a 60°54'N 45°17'O; appartiene al comune di Kujalleq.